# Galen (månekrater)
Galen er et nedslagskrater på Månen. Det befinder sig på den nordlige halvkugle på Månens forside og er opkaldt efter den græske læge Claudius Galen (129 – 200).
Navnet blev officielt tildelt af den Internationale Astronomiske Union (IAU) i 1973. 
Før det blev omdøbt af IAU, hed dette krater "Aratus A".

## Omgivelser
Galenkrateret ligger i det forrevne område mellem Montes Apenninus-bjergkæden mod vest og Montes Haemus mod øst. Det ligger syd-sydøst for Aratuskrateret, som er lidt større. Længere mod vest ligger Cononkrateret nær skråningerne i Montes Apeninnus.

## Karakteristika
Dette er et cirkulært krater med et skålformet indre og en skarp rand, som ikke har været udsat for erosion af betydning. Den lille kraterbund har lavere albedo end de omgivende kratervægge.

## Måneatlas
- Billeder af Galenkrateret i LPI-måneatlasset
- USGS-kort